# Acritosoma
Acritosoma es un género de coleópteros polífagos. Es originario de América.

## Especies
Contiene las siguientes especies:
- Acritosoma elongatum Pakaluk & Slipinski, 1995
- Acritosoma ovatum Pakaluk & Slipinski, 1995